# Nabiac
Nabiac – miasto w Australii, w stanie Nowa Południowa Walia.